# ファウストラーゼン
ファウストラーゼン（欧字名:Faust Rasen、2022年3月23日 - ）は、日本の競走馬。主な勝ち鞍は2025年の弥生賞ディープインパクト記念。
馬名の意味は人名より+芝（ドイツ語）。芝の魔術師。

## 経歴

### デビュー前
2022年3月23日、北海道新ひだか町の友田牧場で誕生。2023年の北海道サマーセール1歳市場で宮崎俊也により2860万円で落札された。その後、栗東・西村真幸厩舎に入厩した。

### 2歳（2024年）
9月21日中京芝1600mの2歳新馬で吉村誠之助を背にデビュー。道中中団で脚を溜めるも直線で一杯になり10着に敗れる。11月3日京都芝2000mの2歳未勝利では鮫島克駿とのコンビで挑み、最後方追走から徐々にポジションを上げ、直線では馬群を割ってしぶとく脚を伸ばし2戦目で初勝利を挙げる。12月28日に行われたホープフルステークスでは杉原誠人を鞍上に迎え、17番人気で出走。スタート直後に不利を受け序盤は後方で待機するも、向正面で一気に捲りながら先頭に立つと最後はクロワデュノールに躱されたが3着に大健闘し、2歳シーズンを終えた。

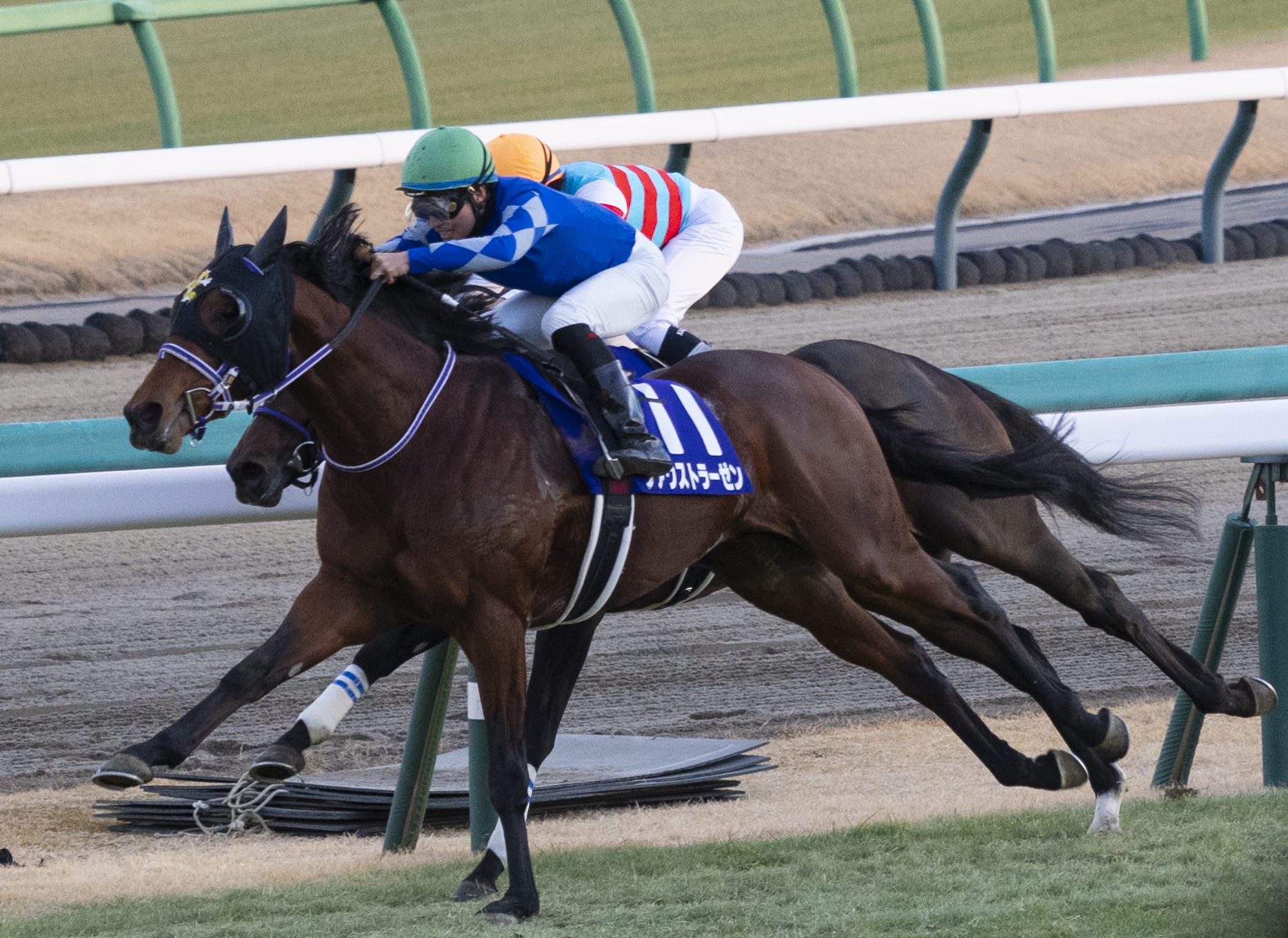
ホープフルステークス

### 3歳（2025年）
3月9日の弥生賞ディープインパクト記念で始動。レース前半は後方2番手に位置すると、前走同様に向正面から一気に進出して3コーナーで先頭に立つと最後は逃げ粘るヴィンセンシオをクビ差で振り切り重賞初制覇を果たすとともに皐月賞への優先出走権を獲得した。また、父モズアスコットにとっては産駒初のJRA重賞制覇となった。

## 競走成績
以下の内容は、netkeiba.comおよびJBISサーチに基づく。
| 競走日     | 競馬場 | 競走名             | 格  | 距離（馬場）  | 頭 数 | 枠 番 | 馬 番 | オッズ （人気） | 着順 | タイム （上り3F） | 着差 | 騎手        | 斤量 [kg] | 1着馬（2着馬）     | 馬体重 [kg] |
| ---------- | ------ | ------------------ | --- | ------------- | ----- | ----- | ----- | --------------- | ---- | ----------------- | ---- | ----------- | --------- | ------------------ | ----------- |
| 2024.09.21 | 中京   | 2歳新馬            |     | 芝1600m（良） | 14    | 6     | 10    | 029.30（9人）   | 10着 | R1:36.6（34.5）   | -0.7 | 0吉村誠之助 | 52        | ザラタン           | 462         |
| 0000.11.03 | 京都   | 2歳未勝利          |     | 芝2000m（稍） | 8     | 2     | 2     | 022.70（6人）   | 01着 | R2:01.7（36.0）   | -0.2 | 0鮫島克駿   | 56        | （アロンディ）     | 456         |
| 0000.12.28 | 中山   | ホープフルS        | GI  | 芝2000m（良） | 18    | 6     | 11    | 303.3（17人）   | 03着 | R2:01.0（36.0）   | -0.5 | 0杉原誠人   | 56        | クロワデュノール   | 454         |
| 2025.03.09 | 中山   | 弥生賞ディープ記念 | GII | 芝2000m（稍） | 14    | 5     | 8     | 016.90（7人）   | 01着 | R2:01.3（37.2）   | -0.0 | 0杉原誠人   | 57        | （ヴィンセンシオ） | 456         |
| 0000.04.20 | 中山   | 皐月賞             | GI  | 芝2000m（良） | 18    | 8     | 17    | 039.80（8人）   | 15着 | R1:58.2（36.0）   | -1.2 | 0杉原誠人   | 57        | ミュージアムマイル | 456         |
| 0000.06.01 | 東京   | 東京優駿           | GI  | 芝2400m（良） | 18    | 7     | 15    | 085.2（13人）   | 18着 | R2:29.0（37.6）   | -5.3 | 0M.デムーロ | 57        | クロワデュノール   | 458         |

- 競走成績は2025年6月1日現在

## 血統表
| ファウストラーゼンの血統      | ファウストラーゼンの血統                                              | ファウストラーゼンの血統                                              | （血統表の出典）                                                      | （血統表の出典） |
| 父系                          | サドラーズウェルズ系                                                  | サドラーズウェルズ系                                                  | サドラーズウェルズ系                                                  | [ § 2 ]          |
| 父 モズアスコット 栗毛 2014   | 父の父Frankel 鹿毛 2008                                               | Galileo                                                               | Sadler's Wells                                                        | Sadler's Wells   |
| 父 モズアスコット 栗毛 2014   | 父の父Frankel 鹿毛 2008                                               | Galileo                                                               | Urban Sea                                                             |                  |
| 父 モズアスコット 栗毛 2014   | 父の父Frankel 鹿毛 2008                                               | Kind                                                                  | *デインヒル                                                           | *デインヒル      |
| 父 モズアスコット 栗毛 2014   | 父の父Frankel 鹿毛 2008                                               | Kind                                                                  | Rainbow Lake                                                          |                  |
| 父 モズアスコット 栗毛 2014   | 父の母India 栗毛 2003                                                 | *ヘネシー                                                             | Storm Cat                                                             | Storm Cat        |
| 父 モズアスコット 栗毛 2014   | 父の母India 栗毛 2003                                                 | *ヘネシー                                                             | Island Kitty                                                          |                  |
| 父 モズアスコット 栗毛 2014   | 父の母India 栗毛 2003                                                 | Misty Hour                                                            | Miswaki                                                               | Miswaki          |
| 父 モズアスコット 栗毛 2014   | 父の母India 栗毛 2003                                                 | Misty Hour                                                            | Our Tina Marie                                                        |                  |
| 母 ペイシャフェリス 鹿毛 2011 | 母の父スペシャルウィーク 黒鹿毛 1995                                  | *サンデーサイレンス                                                   | Halo                                                                  | Halo             |
| 母 ペイシャフェリス 鹿毛 2011 | 母の父スペシャルウィーク 黒鹿毛 1995                                  | *サンデーサイレンス                                                   | Wishing Well                                                          |                  |
| 母 ペイシャフェリス 鹿毛 2011 | 母の父スペシャルウィーク 黒鹿毛 1995                                  | キャンペンガール                                                      | マルゼンスキー                                                        | マルゼンスキー   |
| 母 ペイシャフェリス 鹿毛 2011 | 母の父スペシャルウィーク 黒鹿毛 1995                                  | キャンペンガール                                                      | レデイーシラオキ                                                      |                  |
| 母 ペイシャフェリス 鹿毛 2011 | 母の母*プレザントケイプ 鹿毛 2006                                     | Cape Cross                                                            | Green Desert                                                          | Green Desert     |
| 母 ペイシャフェリス 鹿毛 2011 | 母の母*プレザントケイプ 鹿毛 2006                                     | Cape Cross                                                            | Park Appeal                                                           |                  |
| 母 ペイシャフェリス 鹿毛 2011 | 母の母*プレザントケイプ 鹿毛 2006                                     | Felicity                                                              | Selkirk                                                               | Selkirk          |
| 母 ペイシャフェリス 鹿毛 2011 | 母の母*プレザントケイプ 鹿毛 2006                                     | Felicity                                                              | Las Flores                                                            |                  |
| 母系(F-No.)                   | プレザントケイプ(GB)系(FN:8-i)                                        | プレザントケイプ(GB)系(FN:8-i)                                        | プレザントケイプ(GB)系(FN:8-i)                                        | [ § 3 ]          |
| 5代内の近親交配               | Sadler's Wells：S4×M5、Miswaki：S4×S5、Danzig：S5×M5、Nijinsky：S5×M5 | Sadler's Wells：S4×M5、Miswaki：S4×S5、Danzig：S5×M5、Nijinsky：S5×M5 | Sadler's Wells：S4×M5、Miswaki：S4×S5、Danzig：S5×M5、Nijinsky：S5×M5 | [ § 4 ]          |
| 出典                          | 1. 2. 3. 4.                                                           | 1. 2. 3. 4.                                                           | 1. 2. 3. 4.                                                           | 1. 2. 3. 4.      |

- 5代母Producerの子孫にエアエミネム（札幌記念ほか）